# Kriegerdenkmal Wiederau

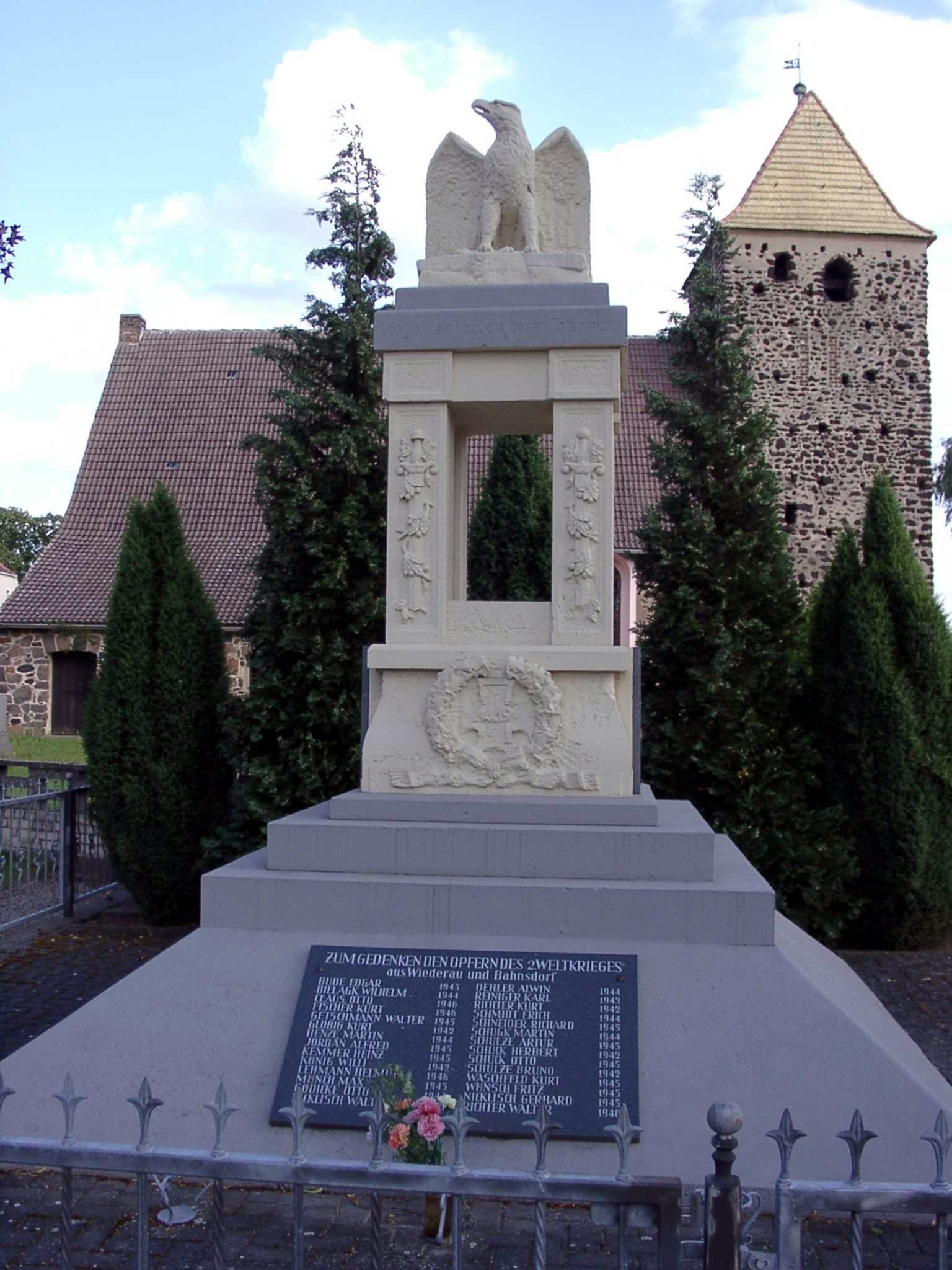
Kriegerdenkmal Wiederau

Das Kriegerdenkmal Wiederau ist mit einem schmiedeeisernen Zaun umfriedet und befindet sich unmittelbar neben der spätmittelalterlichen Feldsteinkirche von Wiederau im südbrandenburgischen Landkreis Elbe-Elster. Es soll an die in den beiden Weltkriegen gefallenen Einwohner aus Wiederau, Bahnsdorf und Neudeck erinnern. Am oberen, tempelartigen Teil des Denkmals befinden sich zwei Tafeln mit den Namen der Opfer des Ersten Weltkrieges aus Wiederau, Bahnsdorf und Neudeck. An der Vorderseite des kegelstumpfähnlichen Sockels ist eine Gedenktafel für die Opfer des Zweiten Weltkrieges aus Wiederau und Bahnsdorf angebracht. Auf dem Dach sitzt, flügelausbreitend, ein Adler. Die gesamte Anlage wurde im Jahre 2005 instand gesetzt und das Denkmal vom Schmerkendorfer Malermeister Hans-Peter Schröter saniert.

## Inschriften
| Zum Gedenken den Opfern des 1. Weltkrieges aus Wiederau, Bahnsdorf und Neudeck |

| Name     | Vorname | Todesdatum |
| -------- | ------- | ---------- |
| DORN     | Max     | 1917       |
| DRESSLER | Paul    | 1914       |
| KIRSTEN  | Otto    | 1918       |
| KÖNIG    | Emil    | 1917       |
| LEHMANN  | Emil    | 1918       |
| LEHMANN  | Paul    | 1914–18    |
| LEHMANN  | Bruno   | 1914–18    |
| LEHMANN  | Emil    | 1914       |
| LORENZ   | Paul    | 1914       |

| Name      | Vorname  | Todesdatum |
| --------- | -------- | ---------- |
| NICKLISCH | Emil     | 1918       |
| RICHTER   | Gustav   | 1917       |
| SCHRÖDER  | Richard  | 1914–18    |
| SCHULZE   | Reinhold | 1918       |
| WARKUS    | Emil     | 1917       |
| WEHSNIG   | Karl     | 1914–18    |
| WINICKE   | Otto     | 1914–18    |
| WINZER    | Otto     | 1917       |

| Zum Gedenken den Opfern des 2. Weltkrieges aus Wiederau und Bahnsdorf |

| Name       | Vorname | Todesdatum |
| ---------- | ------- | ---------- |
| BIELAGK    | Wilhelm | 1944       |
| BUBE       | Edgar   | 1945       |
| CLAUS      | Otto    | 1946       |
| FISCHER    | Kurt    | 1946       |
| GETSCHMANN | Walter  | 1945       |
| GLOBIG     | Kurt    | 1942       |
| GÖDICKE    | Otto    | 1944       |
| HENZE      | Martin  | 1944       |
| JORDAN     | Alfred  | 1945       |
| KEMMER     | Heinz   | 1945       |
| KÖNIG      | Willi   | 1942       |
| LEHMANN    | Helmut  | 1946       |
| MÜNCH      | Max     | 1945       |
| NICKLISCH  | Walter  | 1945       |

| Name      | Vorname | Todesdatum |
| --------- | ------- | ---------- |
| NICKLISCH | Gerhard | 1945       |
| OEHLER    | Alwin   | 1944       |
| REINIGER  | Karl    | 1943       |
| RICHTER   | Kurt    | 1942       |
| RICHTER   | Walter  | 1940       |
| SCHMIDT   | Erich   | 1944       |
| SCHNEIDER | Richard | 1945       |
| SCHUCK    | Herbert | 1942       |
| SCHUCK    | Otto    | 1945       |
| SCHUGK    | Martin  | 1944       |
| SCHULZE   | Artur   | 1945       |
| SCHULZE   | Bruno   | 1942       |
| WASCHFELD | Kurt    | 1945       |
| WÜNSCH    | Fritz   | 1945       |